# Coulonges-sur-l’Autize
Coulonges-sur-l’Autize település Franciaországban, Deux-Sèvres megyében. Lakosainak száma 2341 fő (2022. január 1.). Coulonges-sur-l’Autize Ardin, Saint-Laurs, Saint-Maixent-de-Beugné, Saint-Pompain és Saint-Hilaire-des-Loges községekkel határos.

## Népesség
A település népességének változása:
| Lakosok száma | 2374 | 2363 | 2409 | 2350 | 2349 | 2355 | 2349 | 2345 | 2341 |
|               | 2013 | 2015 | 2016 | 2017 | 2018 | 2019 | 2020 | 2021 | 2022 |